# Frelinghien
Frelinghien (ndl.: „Ferlingen“) ist eine französische Gemeinde im Département Nord in der Region Hauts-de-France. Die Gemeinde zählt 2617 Einwohner (Stand 1. Januar 2022) und ist Teil des Arrondissements Lille. 

## Geografie
Die Gemeinde liegt an der Leie (frz. Lys), die hier Grenzfluss zwischen Frankreich und Belgien ist, zwölf Kilometer nordwestlich von Lille. Das Gemeindegebiet von Frelinghien erstreckt sich über eine Fläche von 11,3 km².
| Comines‑Warneton (Belgien) (Komen‑Waasten) | Deûlémont                                   |                   |
| Comines‑Warneton (Belgien) (Komen‑Waasten) | Kompassrose, die auf Nachbargemeinden zeigt | Quesnoy-sur-Deûle |
| Houplines                                  | Pérenchies                                  | Verlinghem        |

## Etymologie und Geschichte
Der ursprünglich flämische Ortsname soll auf eine germanische Wortbildung „FRELO‑ING‑HEIM “ zurückgehen, was so viel bedeutet wie „Wohnstätte der Leute des Frelo “. Die erste bekannte Erwähnung des Ortes als „Ferlinghem “ findet sich in einem Schriftstück aus dem Jahr 1066 über die Abtretung eines Teils der Güter des Grafen von Flandern an das Stiftskapitel Saint-Pierre in Lille. Durch seine Lage in der Grafschaft Flandern geriet Frelinghien während des 16. bis Anfang des 18. Jahrhunderts unter die Herrschaft der Spanischen Niederlande. Erst nach dem Ende des Spanischen Erbfolgekriegs im Jahr 1713 fiel Frelinghien wieder zurück an Frankreich.

## Bevölkerungsentwicklung
| Jahr                       | 1962 | 1968 | 1975 | 1982 | 1990 | 1999 | 2010 | 2020 |
| Einwohner                  | 849  | 746  | 711  | 598  | 624  | 589  | 693  | 734  |
| Quellen: Cassini und INSEE |      |      |      |      |      |      |      |      |

## Sehenswürdigkeiten
- Kirche Saint-Amand,  während des Ersten Weltkriegs verwüstet und in den 1920er Jahren wieder aufgebaut
- Friedhof von Frelinghien mit sechs britischen Kriegsgräbern von Gefallenen aus dem Zweiten Weltkrieg
- Im November 2008 wurde ein Denkmal zum Weihnachtsfrieden 1914 eingeweiht

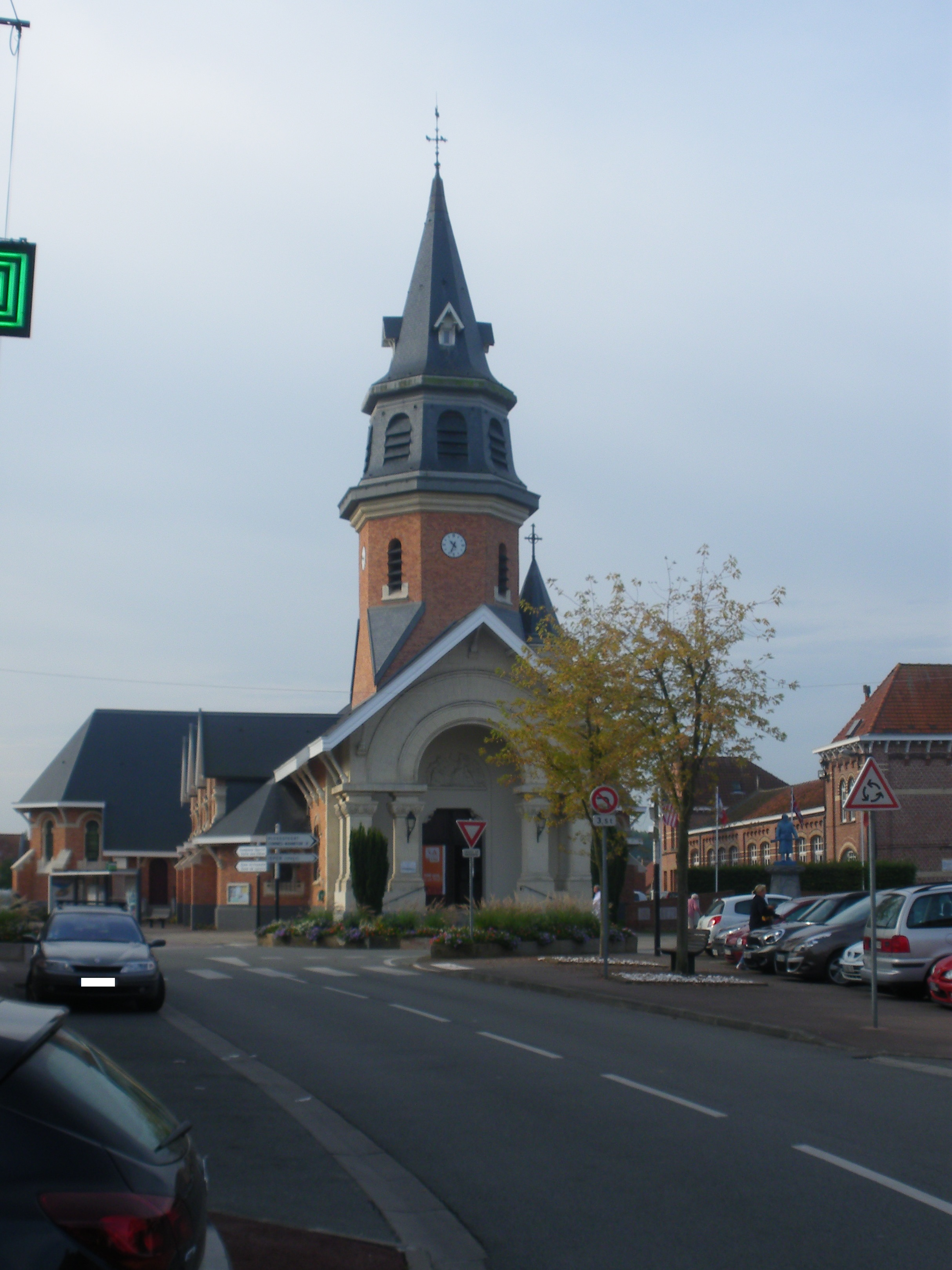
Kirche Saint-Amand
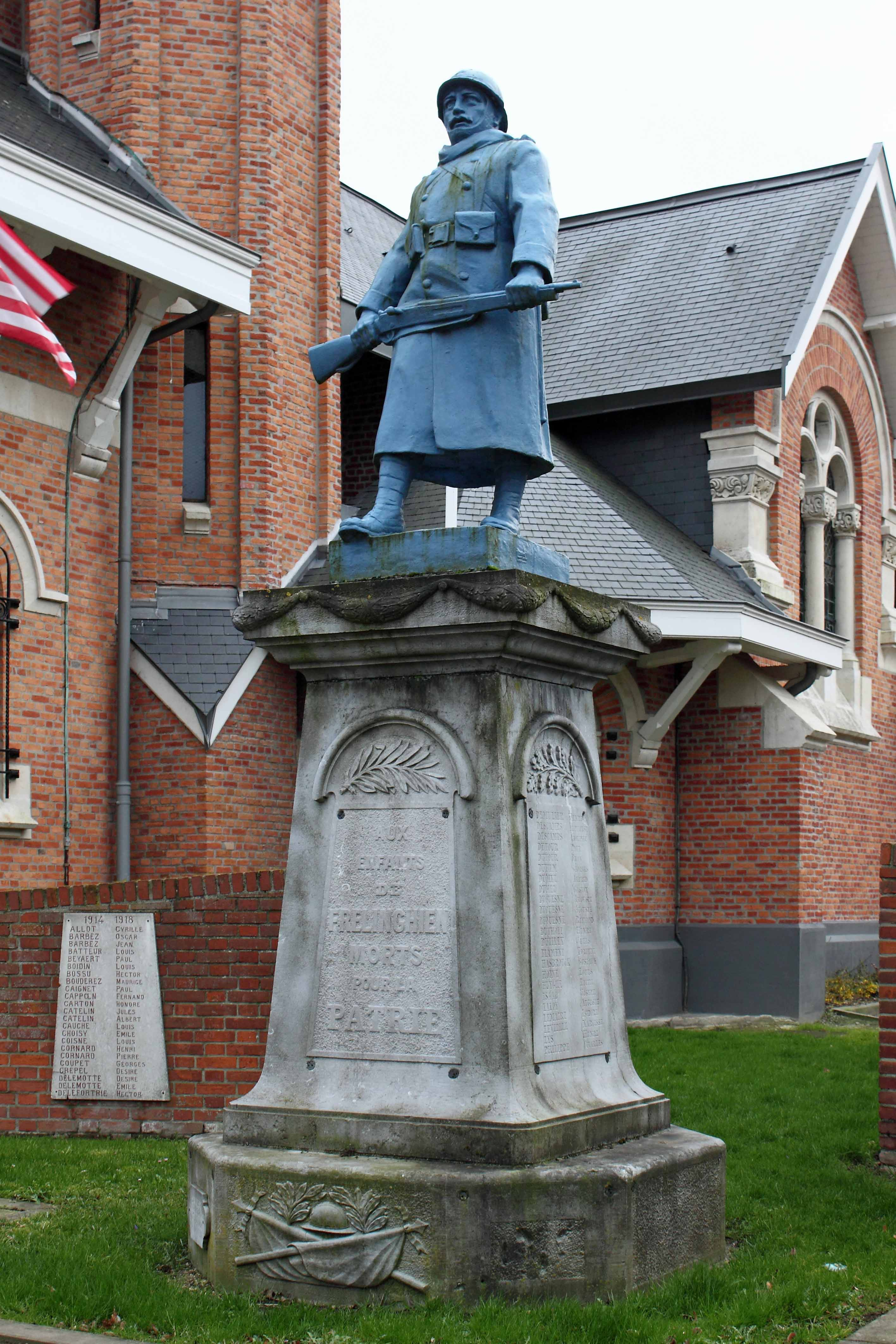
Ehrenmal vor der Kirche für die Kriegstoten
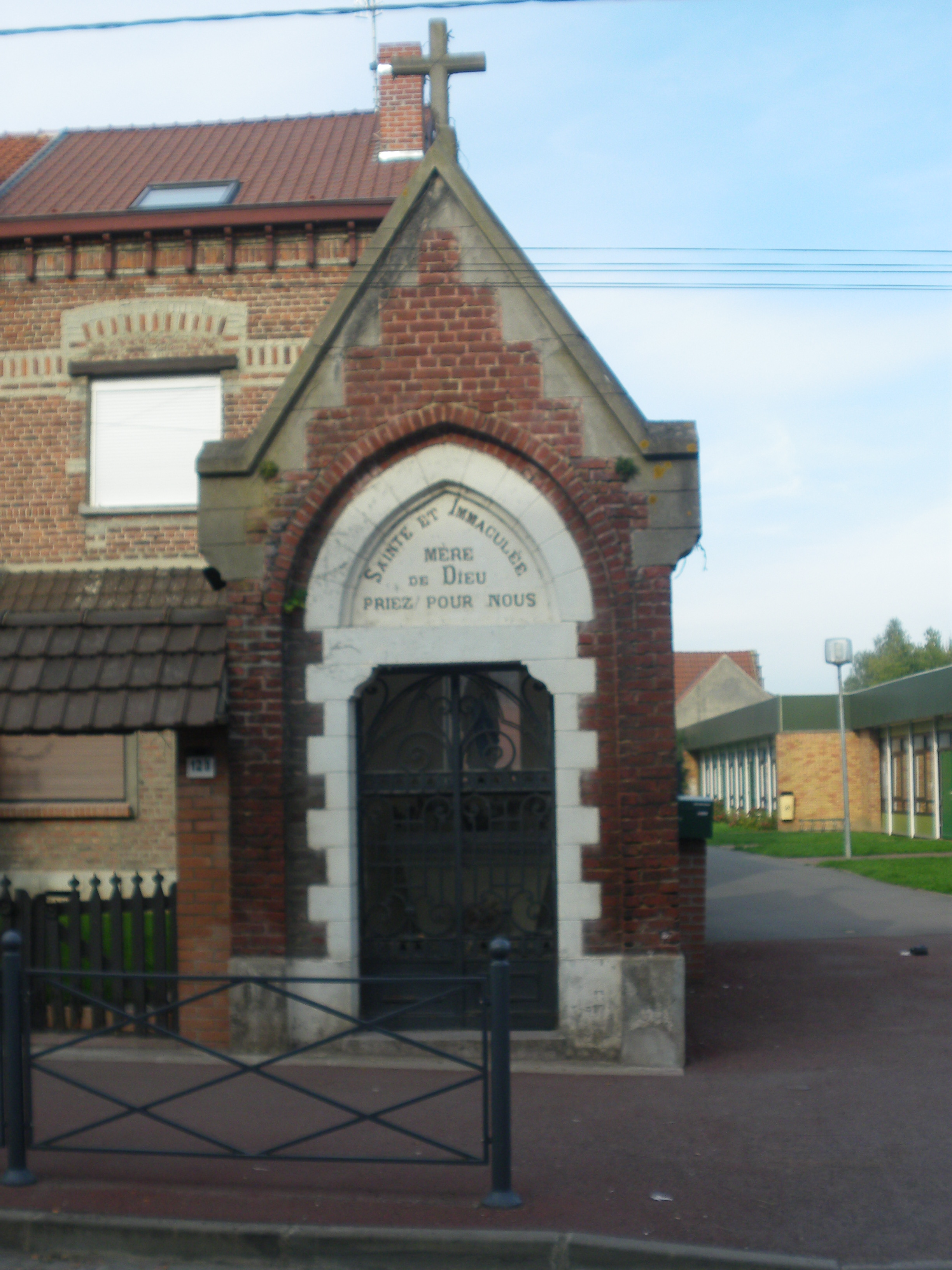
Wegekapelle, Inschrift: Heilige, unbefleckte Mutter Gottes, bitte für uns
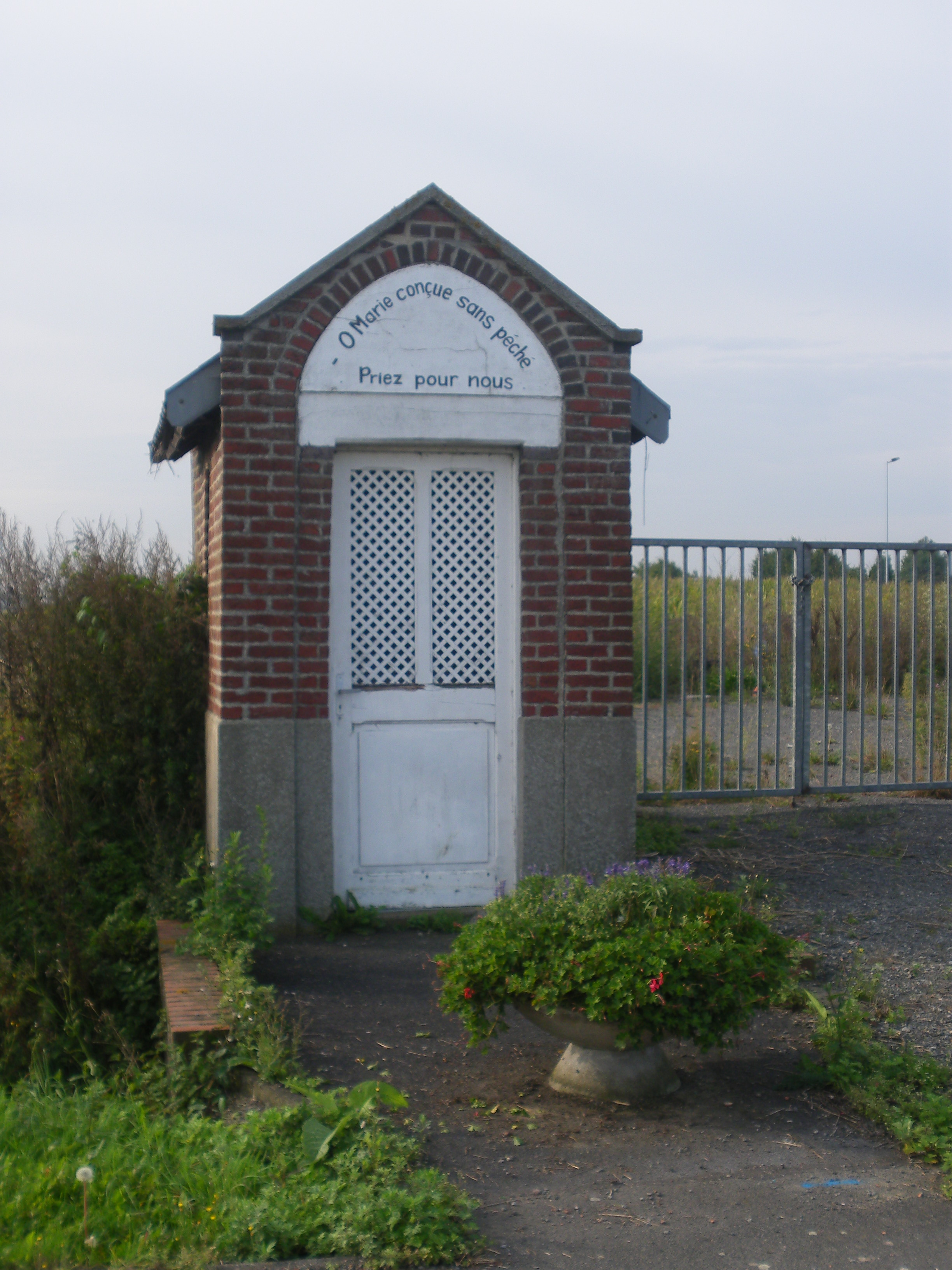
Wegekapelle, Inschrift: O Maria, geschaffen ohne Sünde, bitte für uns
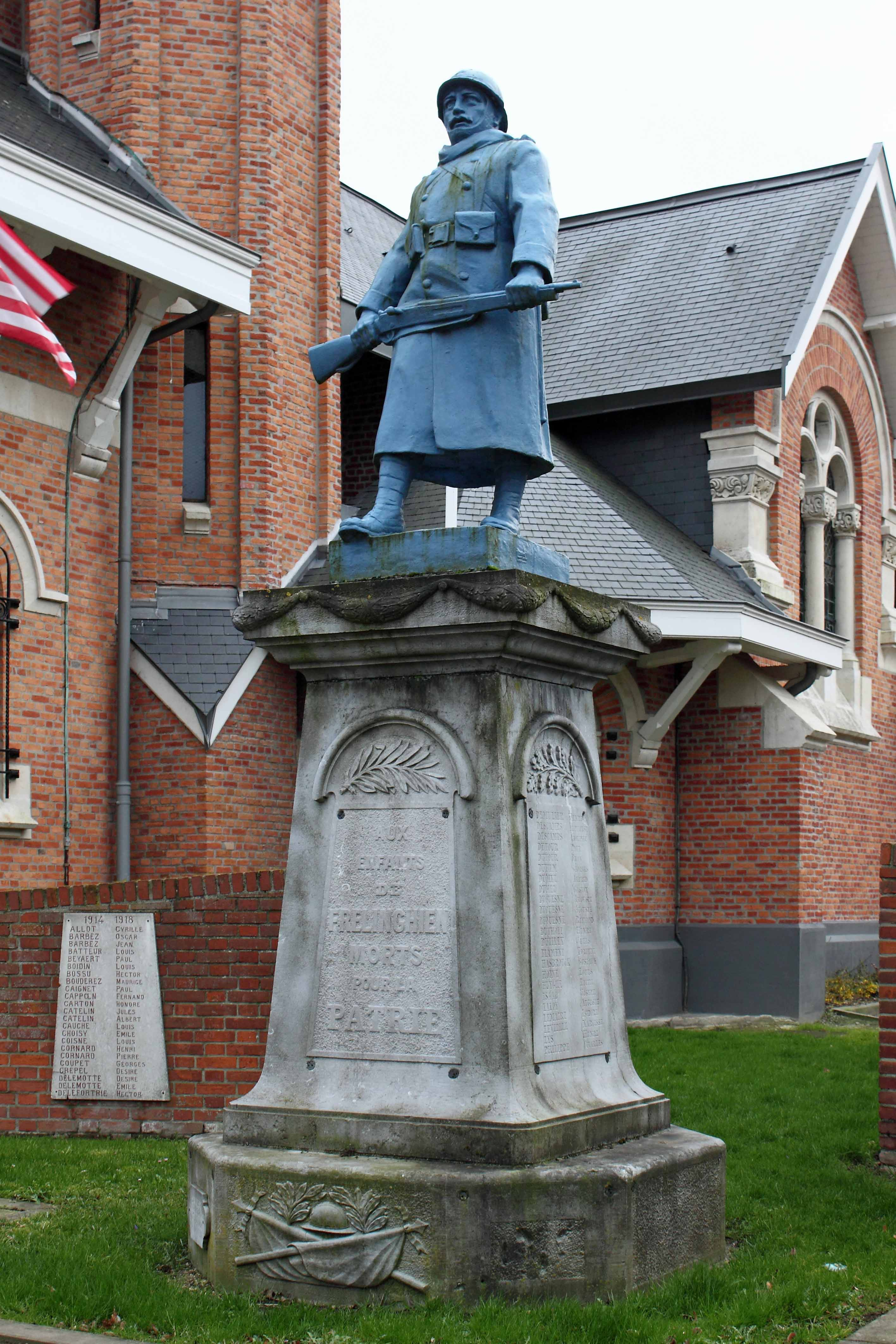
Gefallenendenkmal